# Agaleptus
Agaleptus is een kevergeslacht uit de familie van de boktorren (Cerambycidae). De wetenschappelijke naam van het geslacht werd voor het eerst geldig gepubliceerd in 1904 door Gahan.

## Soorten
Agaleptus omvat de volgende soorten:
- Agaleptus drumonti Adlbauer, 2007
- Agaleptus fulvipennis Fuchs, 1961
- Agaleptus guttatus Schmidt, 1922
- Agaleptus quadrinotatus (Péringuey, 1888)
- Agaleptus tanzanicus Adlbauer, 1996
- Agaleptus wallabergeri Adlbauer, 1996
- Agaleptus zimbabweanus Adlbauer, 1996